# Algoz
Algoz ist ein Ort und eine ehemalige Gemeinde (Freguesia) im portugiesischen Kreis Silves. Die Gemeinde hatte 3825 Einwohner (Stand 30. Juni 2011).
Am 29. September 2013 wurden die Gemeinden Algoz und Tunes zur neuen Gemeinde União das Freguesias de Algoz e Tunes zusammengeschlossen. Algoz ist Sitz dieser neu gebildeten Gemeinde.